# Smiley (série télévisée)
Pour les articles homonymes, voir Smiley (homonymie).
Smiley est une série télévisée de comédie romantique espagnole en 8 épisodes de 30 minutes, d'après une pièce de théâtre de Guillem Clua jouée par Albert Triola et Ramon Pujol, produite et diffusée à partir du 7 décembre 2022 sur Netflix.

## Synopsis
À Barcelone, à cause d'une erreur de numéro de téléphone, un jeune barman, Álex, et un architecte cinéphile, Bruno, tous deux gays et célibataires, se rencontrent. Ils ne se supportent pas, mais éprouvent de l'attirance l'un pour l'autre.

## Distribution

### Personnages principaux
- Carlos Cuevas (VF : Martin Faliu) : Álex
- Miki Esparbé (VF : Julien Allouf) : Bruno Merino
- Pepón Nieto (VF : Serge Biavan) : Javier / Keena Mandrah
- Meritxell Calvo (VF : Audrey Sablé) : Vero
- Giannina Fruttero (VF : Laëtitia Lefebvre) : Patricia
- Eduardo Lloveras (VF : Alexandre Gillet) : Albert Costa
- Ruth Llopis (VF : Marie Chevalot) : Núria Sunyer
- Amparo Fernández (VF : Maïté Monceau) : Rosa
- Carles Sanjaime (VF : Julien Kramer) : Ramiro
- Ramon Pujol (VF : Antoine Fleury) : Ramon
- Pep Munné (VF : Nicolas Marié) : Salvador Sunyer
- Pilar Martínez (VF : Isabelle Leprince) : Dolo
- Cedrick Mugisha (VF : Alex Fondja) : Ibra Ndiongue

### Personnages récurrents
- Gemma Martínez : Eli
- Valentina Pérez : Najat
- Marc Pérez
- Carla Linares (VF : Mélanie Belamy) : Flor
- Ann Perelló (VF : Sabrina Marchese) : Lis
- Pep Sais
- Lorenzo Ivan Gimenez
- Max Homs Pineda
- Tamara Ndong
- María Isabel Díaz Lago : Yessenia
- Leo Romero : le père de Núria

 Source et légende : version française (VF) sur RS Doublage et carton de doublage français.

## Production

### Développement
La série adapte la pièce de théâtre du même nom écrite par Guillem Clua, créée en novembre 2012.

### Attribution des rôles
Les rôles principaux sont octroyés à Carlos Cuevas, qui avait un rôle important dans la série Merlí: Sapere aude, et à Miki Esparbé, vu dans Reyes de la noche.
On y retrouve aussi Pepón Nieto (Los hombres de Paco), Meritxell Calvo (Amar es para siempre), Giannina Fruttero (La Meute), Eduardo Lloveras (Intimidad), Ruth Llopis (Valeria) et Ramon Pujol (Ciega a citas, Le Parfum).
Le rôle de l'architecte Salvador Sunyer est tenu par Pep Munné, ancien joueur du FC Barcelone et du Rayo Vallecano, également vu dans El Cor de la Ciutat et La Casa de Papel en 2019 dans le rôle du Gouverneur.
Le rôle d'Ibra est tenu par l'acteur et mannequin Cedrick Mugisha, également joueur de football du club madrilène Rayo Vallecano, qui fait une apparition dans le film de Pedro Almodóvar Douleur et Gloire.

### Fiche technique
- Titre : Smiley
- Scénario : d'après la pièce de théâtre de Guillem Clua
- Réalisation : Marta Pahissa et David Martín Porras
- Production : Minoria absoluta
- Langues : castillan, catalan

## Épisodes
1. Quand Álex rencontre Bruno
2. Les ailes d'Icare
3. L'Impossible Monsieur Bébé
4. Amour toujours
5. Ensemble pour Noël
6. Un degré de séparation
7. Minuit moins cinq
8. Le Fil rouge

## Réception critique
Pour le site spécialisé La Montée ibérique, « Drôle, cette fiction ne tombe jamais dans le dramatique et nous offre une belle pause positive sur les relations humaines. Il y a notamment deux longs monologues dans les épisodes qui sont très forts et qui montrent le talent de ce duo ».
Pour VerTele!, la série est sans surprise et n'innove pas, mais l'histoire fonctionne et certaines scènes ne sont pas dénuées d'émotion.